# Rolf Westman
Rolf Rainer Otto Robert Westman (* 21. Juni 1927 in Ekenäs; † 12. Januar 2017 in Åbo) war ein finnischer Altphilologe und Philosophiehistoriker.
Westman wurde 1957 in Klassischer Philologie zum Dr. phil. promoviert. Von 1958 bis 1962 war er außerplanmäßiger Professor, von 1962 bis 1993 ordentlicher Professor für griechische und lateinische Literatur an der Åbo Akademi.
Westman arbeitete vor allem editionsphilologisch zu Schriften des Plutarch, die sich gegen Epikur und seinen Schüler Kolotes sowie gegen die Stoiker richteten. Latinistische Arbeiten betrafen Senecas Stil und Ciceros Schrift Orator.

## Schriften (Auswahl)
- Plutarch gegen Kolotes: Seine Schrift „Adversus Colotem“ als philosophiegeschichtliche Quelle. Helsingfors 1955.
- (Hrsg.): Plutarchi De Stoicorum repugnantiis (= Plutarchi Moralia 6/2, 1–58). Teubner, Leipzig 1959. – (Textkritische Ausgabe)
- (Hrsg.): Plutarchi Non posse suaviter vivi secundum Epicurum (= Plutarchi Moralia 6/2, 123–172). Teubner, Leipzig 1959. – (Textkritische Ausgabe)
- Das Futurpartizip als Ausdrucksmittel bei Seneca (= Societas Scientiarum Fennica, Commentationes Humanarum Litterarum, xxvii. 3.) Helsinki 1961.
- (Hrsg.): M. Tulli Ciceronis Orator. Teubner, Leipzig 1980 (Bibliotheca scriptorum Graecorum et Romanorum Teubneriana. M. Tulli Ciceronis scripta quae manserunt omnia, fasc. 5). – (Textkritische Ausgabe)